# Chitty Bang Bang

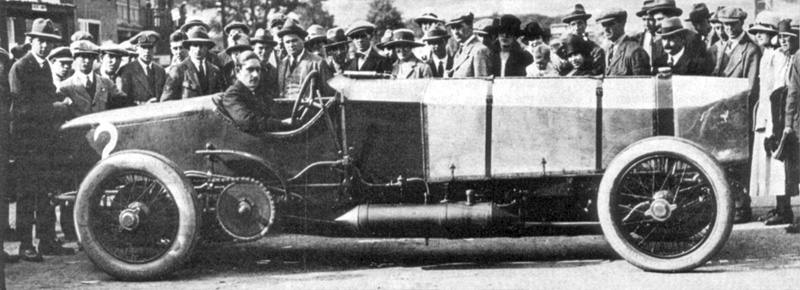
Chitty Bang Bang

Chitty Bang Bang was de naam van een aantal auto's, gebouwd door graaf Zborowsky in het Verenigd Koninkrijk.
Het gaat om vier modellen, 1, 2, 3 en 4. Het type 1 beschikte over een Maybach-motor met zes cilinders, vier kopkleppen per cilinder bewogen door open stoterstangen en tuimelaars, boring x slag: 165x180, 23.092 cc, en een compressieverhouding van 5,95:1. Dit geheel was ingebouwd in een verlengd chassis van de 75 pk Mercedes type 1907. De transmissie was ook van Mercedes: rolkoppeling met een vierversnellingsbak. Het koetswerk kwam van Blythe in Canterbury. De topsnelheid lag rond de 180 km/h.
De Chitty 1 was bedoeld als Brookland-racewagen.

## Trivia
De auto's vormden een inspiratiebron voor het kinderboek Chitty Chitty Bang Bang: The Magical Car (1964) van Ian Fleming, dat in 1968 werd verfilmd..